# Torben Nielsen (forfatter)
 For alternative betydninger, se Torben Nielsen. (Se også artikler, som begynder med Torben Nielsen)
Torben Nielsen (22. april 1918 i Vedslet Sogn, Skanderborg Amt – 18. februar 1985) var en dansk forfatter.
Han skrev blandt andet Nitten Røde Roser (1973), som blev tildelt Poe-klubbens Berenicepris som årets bedste danske kriminalroman, og filmatiseret året efter.
Han tilførte genren et mere realistisk syn på politiets arbejde på baggrund af 26 års praktisk erfaring som politibetjent.
I 1978 udsendte Torben Nielsen "En landsbydrengs dagbog", en samling fornøjelige barndomserindringer om karetmagerens søn og de dramatiske og utrolige ting, han oplevede i sin barndom i en østjysk landsby i 1920'erne. Siden fulgte flere andre erindringsbøger i samme stil, og de er alle indtalt som lydbøger af forfatteren. Filminstruktøren Regner Grasten lavede i 1994 familiefilmen "Vildbassen" baseret på bøgerne "En landsbydrengs dagbog" og "Landsbydreng-røgterdreng".
Som naturskildrer var Torben Nielsen i en klasse for sig. Hans naturhistorier blev blandt andet trykt i lystfiskermagasinet "Sportsfiskeren". I debutromanen "Gry" er pindsvinet Gry den egentlige hovedperson, ligesom han skrev "Året rundt i mark og skov", som udkom i 1971. Begge bøger illustreret med forfatterens egne stregtegninger. 

## Lydbøger indlæst af Torben Nielsen
- Voldtægt. (Krimi) (1979).
- Lavinen. (Krimi) (1979).
- En julehilsen 1979: Sjælevagten. (Julefortælling) (1979).
- Mig og min bedstemor. (Roman) (1979).
- En landsbydrengs dagbog. (Selvbiografi) (1979).
- Landsbydreng – røgterdreng. (Selvbiografi) (1979).
- Landsbydreng – malerdreng. (Selvbiografi) (1979).
- Landsbydreng – politimand. (Selvbiografi) (1981).
- Strisser-minder. (Selvbiografi) (1982).
- Nisserne i Bulderup. Bulderup-nisserne i fangenskab. (Romaner) (1983).